# Ptychomitrium altaicum
Ptychomitrium altaicum là một loài rêu trong họ Ptychomitriaceae. Loài này được Broth. mô tả khoa học đầu tiên năm 1929.